# Lleis d'Índies
Les Lleis d'Índies (o Lleis Noves) són un seguit de lleis, promulgades el 20 de novembre de 1542 per Carles I d'Espanya amb l'objectiu de prohibir el sistema de la Encomienda (comanda, en català), i tots els abusos derivats d'aquest, així com definir els impostos que els colons havien de pagar al rei. Foren promulgades a Barcelona.
Des de començaments del segle xvi van començar a sentir-se denuncies contra els abusos que patien els indis de l'Amèrica recentment conquerida. Les Lleis de Burgos (1512-1513) van intentar prevenir aquests abusos amb la creació de l'encomienda. Aquesta figura jurídica tenia tres grans objectius:
- Respectar la condició dels indígenes com a súbdits lliures del rei d'Espanya (no esclaus).
- Evangelitzar els indígenes, tasca que corresponia al cap de l'encomienda.
- Explotar els territoris conquerits mitjançant el treball dels indis, que estaven obligats a treballar-hi.

Tot i que el propòsit semblava bo, el resultat no ho va ser. Simplement va legalitzar la situació anterior, on l'indi estava obligat a ser un esclau. Durant el regnat de Carles I d'Espanya, el debat es va revifar, i aquest, mogut per la campanya que estava realitzant el frare dominic Bartolomé de las Casas, va revisar la legislació colonial. El principal objectiu de Las Casas era abolir l'encomienda, perquè considerava que era denigrant pels indis, atès que els forçava a abandonar el seu medi natural i instal·lar-se a les encomiendas.
Totes aquestes discussions no eren fets aïllats, sinó que estaven emmarcades dins d'un debat de reflexió sobre la mateixa legitimitat de la conquesta i la colonització. Un dels punts àlgids del debat va ser el moment en què Francisco de Vitoria va pronunciar una lliçó sobre la colonització, l'any 1539, tot concloent que la independència i la sobirania de cadascuna de les nacions índies eren fets i necessitats inviolables.
El 20 de novembre de 1542, Carles I d'Espanya promulga les Noves Lleis d'Índies, que recordaven solemnement la prohibició d'esclavitzar els indis, així com l'abolició de les encomiendas, que deixaven de ser hereditàries, i havien de desaparèixer al morir els encomenderos de l'època. Les principals resolucions de les lleis són:
- Cuidar la conservació, el govern i el bon tracte als indis.
- Que no hi hagués motius per fer esclaus.
- Que els esclaus existents fossin posats en llibertat.
- Acabar amb el mal costum de fer que els indis fossin carregadors (tamemes), si no fos que ho fessin per pròpia voluntat i amb retribució econòmica.
- Impedir que es portessin els indis a regions remotes amb el pretext de la pesca de perles.
- Que els oficials reials, del virrei cap avall, no tinguessin cap dret sobre cap encomienda.
- Que el repartiment fet pels primers conqueridors desaparegués a la seva mort.

Malgrat els objectius d'aquestes lleis, la seva promulgació va provocar una sublevació dels colons encapçalada per Gonzalo Pizarro, que va aconseguir eliminar el mateix virrei Blasco Núñez Vela, l'encarregat d'imposar-les. A la part espanyola van saltar totes les alarmes i, quan Carles I va ser convençut que les lleis significarien la ruina econòmica de la colonització, va suprimir el capítol 30 de les Noves Lleis, el 20 d'octubre de 1545. En aquest apartat era on es prohibia la comanda hereditària.